# Las Jacarandas
Las Jacarandas är en ort i Mexiko.   Den ligger i kommunen Cosoleacaque och delstaten Veracruz, i den sydöstra delen av landet, 500 km öster om huvudstaden Mexico City. Las Jacarandas ligger 38 meter över havet och antalet invånare är 513.
Terrängen runt Las Jacarandas är platt. Runt Las Jacarandas är det tätbefolkat, med 343 invånare per kvadratkilometer. Närmaste större samhälle är Minatitlán, 5,9 km öster om Las Jacarandas. Omgivningarna runt Las Jacarandas är en mosaik av jordbruksmark och naturlig växtlighet.